# Brenne (rivier)
De Brenne is een rivier in het Franse departement Côte d'Or, dat deel uitmaakt van de regio Bourgogne-Franche-Comté. Het is de belangrijkste zijrivier van de Armançon en behoort tot het stroomgebied van de Seine.
De Brenne ontspringt zowat 30 kilometer ten westen van Dijon bij Sombernon en mondt uit in de Armançon te Montbard. Op de bron die vlak bij de waterscheiding ligt van Het Kanaal en de Middellandse Zee is de plaatselijke lavoir gebouwd. De rivier levert het water voor het stuwmeer van Grosbois-en-Montagne, dat gebruikt wordt voor de voeding van het Canal de Bourgogne en ook als drinkwaterreservoir.
De belangrijkste zijrivieren zijn de Oze en de Ozerain.